# Inhibine
Inhibine is een eiwit dat de synthese en secretie van FSH remt. Inhibine wordt bij vrouwen gesynthethiseerd door de granulosacellen van een zich ontwikkelende follikel in de ovaria. Dit eiwit speelt een rol bij de regulatie van de menstruele cyclus.

## Structuur
Inhibine bestaat uit een α- en β-subeenheid die verbonden zijn met een zwavelbrug. Er bestaan twee vormen van inhibine waarbij de variatie optreedt in de β-subeenheid (A of B); de α-subeenheid is steeds dezelfde.
Inhibine behoort tot de transforming-growth-factor-beta-superfamilie (TGFβ-superfamilie)

## Actie
Inhibine komt zowel bij mannen als vrouwen voor. Inhibine inhibeert zowel de productie van het follikelstimulerend hormoon als de secretie van gonadotropin-releasing hormone in de hypothalamus. Het mechanisme dat hiervoor verantwoordelijk is verschilt bij mannen en vrouwen:

### Bij vrouwen
Bij vrouwen wordt FSH geproduceerd door de adenohypofyse onder invloed van GnRH. Ter hoogte van de granulosacellen zal door een toename in FSH-concentratie inhibine geproduceerd worden.
- Inhibine B piekt in de vroege tot midden-folliculaire fase van de menstruele cyclus. Daarnaast komt een piek voor bij de ovulatie.
- Inhibine A piekt midden in de luteale fase van de menstruele cyclus.

Inhibine wordt geproduceerd door de gonaden, de hypofyse, de placenta en andere organen.

### Bij mannen
Bij mannen inhibeert inhibine eveneens de FSH-productie. Dit leidt tot een verminderde spermatogenese. Inhibine wordt bij mannen afgescheiden door de Sertoli-cellen die gelegen zijn in de tubuli seminiferi van de testes.

## Activine
Activine is een gerelateerd peptide dat de effecten van inhibine tegenwerkt.
Het wordt geproduceerd in de granulosacellen en door de hypofyse.
Het bestaat uit een combinatie van de twee bèta-subeenheden (AA, AB, BB) van Inhibine.
De antagonist van activine is follistatine, hetgeen activine bindt en deactiveert.

## Klinische significantie
Het kwantificeren van inhibine A is een deel van de quad screen die bij een zwangerschapsduur van 16 à 18 weken kan uitgevoerd worden. Een toegenomen inhibine A (gecombineerd met een toegenomen waarde voor bèta-hCG, een verlaagde waarde voor alfafoetoproteïne en een verlaagde waarde voor oestriol toont een verhoogde kans aan voor de aanwezigheid van een foetus met het syndroom van Down. Een positieve quadtest is een indicatie voor prenatale diagnostiek. Meestal wordt echter de tripeltest uitgevoerd waarin inhibine A niet is opgenomen.
Daarnaast wordt inhibine gebruikt als een marker voor eierstokkanker.